# Astrologie indienne

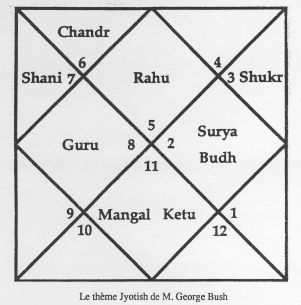
Carte astrologique Jyotish

L’astrologie indienne (encore appelée astrologie védique, astrologie hindoue ou Jyotish (du sanskrit ज्योतिस् Jyotis, lumière ou étoile) est un système astrologique issu des Vedas. Bien que la structure générale de ce système soit similaire à celui que l'on trouve en Occident, cette astrologie étant fondée sur l'Ayanamsha (décalage dû à la précession des équinoxes), tous les signes du zodiaque, par exemple, sont donc décalés. Elle fait partie des Védangas : les six arts et sciences auxiliaires de l'hindouisme, liés aux Védas.

## Origines
Jyotish est un terme hindi provenant du sanskrit jyotisha (IAST jyotiṣa), de jyotis, qui se traduit par « lumière », « corps céleste ». Le Jyotish serait donc « la science des corps célestes »
L'origine de cette astrologie se perd dans la nuit des temps. On lui donne souvent en Inde une origine divine, révélée à l'homme. L'un des ouvrages classiques le plus réputé, le Brihat Parashara Hora Shastra de Parashara, est un dialogue entre le Sage Parashara et son disciple Maitreya. Il lui demande de lui enseigner l'art divin astrologique. 
Il existe de nombreuses spéculations concernant la période d'écriture de ces écrits, que l'on prétend venir de la haute antiquité. Cependant le Hora Shastra et les écrits classiques couramment employés – pour lesquels existent plusieurs commentaires et abrégés – furent vraisemblablement transcrits au Moyen Âge. Il se peut toutefois qu'ils soient issus d'une longue tradition orale plus ancienne, comme c'est la coutume en Orient. 
Plusieurs passages des classiques sont tellement semblables aux écrits de l'astrologie occidentale rédigés en grec qu'il est probable que des rapprochements existaient entre le monde grec, le Moyen-Orient (s'exprimant en grec) et l'Inde. Cependant, beaucoup de méthodes du Jyotish sont exclusives à l'Inde.
L'astrologie védique la plus ancienne était fondée sur environ 27 étoiles (nakṣatra) et sur les passages de la Lune à proximité de celles-ci en combinaison (yoga) ou pas avec la position du Soleil. Les saisons (fondements du zodiaque tropical) occupaient une place importante dans les premiers textes védiques.

## Pratique

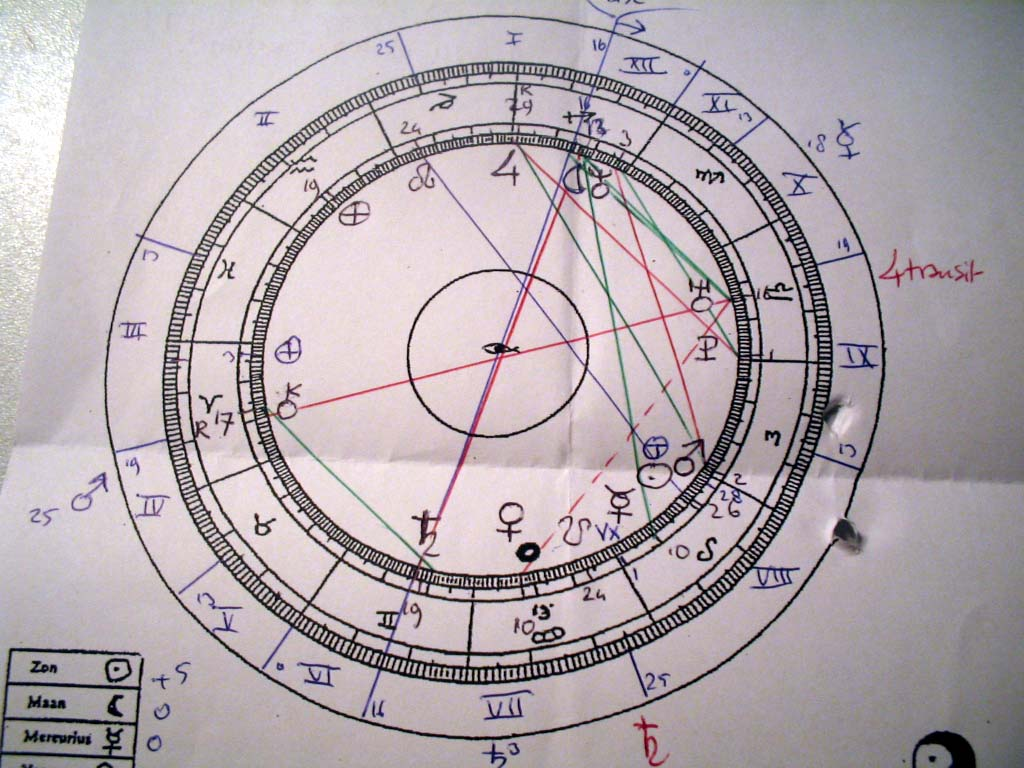
Exemple de thème astral occidental

La base de calcul (ganit) d'un astrologue Jyotish comprend, comme en Occident les signes (rashis), planètes (grahas), aspects, maisons (bhavas), l'ascendant (lagna) et les liens entre planètes et entre maisons. 
Le travail de l'astrologue du Jyotish repose sur l'idée que l'être humain est connecté à l'univers. Chaque symbole, signe, planète, maison, est un karaka, soit un « significateur » d'un domaine de vie. Il renseignerait sur les facilités ou difficultés "prévues" pour la personne dans chaque domaine de vie, par le plan de vie constitué par le thème astral.
Les calculs sont fondés sur les multiples du « cycle primordial » de trois (voir Guna) qui donne naissance aux 9 grahas (planètes), aux 12 bhavas (maisons) et aux 27 nakshatras (constellations lunaires). À partir de leurs positions respectives au moment de la naissance, le développement séquentiel des tendances de la vie d'un individu (ou même de toute autre entité, comme une entreprise) pourrait être calculé.
Le thème Jyotish se présente visuellement (graphiquement) d'une manière très différente du « thème astral » connu en Occident.

## Petit glossaire sanskrit d'astrologie hindoue

### A
Antardasha (ou Pratyantar)Une sous-sous-division des périodes dashas, durant de quelques jours à plusieurs semaines. Sous-division des bhuktis. Les auteurs confondent parfois les bhuktis, avec les antardashas. Les bhuktis sont toujours les sous-périodes, les pratyantars sont toujours le 3e niveau. Selon les auteurs, les antardasas sont soit l'un soit l'autre…
AtmaL'âme.  L'âme a deux significateurs chez les Hindous :
- a) la planète ayant le degré le plus élevé dans les signes (de 0 à 30), nommée atmakaraka ;
- b) le soleil est aussi en général significateur de l'âme.

AmatyaLe significateur de la position sociale, de la carrière en astrologie Jaimini. C'est la deuxième planète en degré dans les signes après l'atmakaraka.
AyanamshaL'ayanamsha est une mesure angulaire. C'est la différence d'angle entre le début du zodiaque tropical des signes (qui donne un thème astral appelé Sayana aux Indes), et le zodiaque sidéral fondé sur les étoiles, qui forme le thème Nirayana (sidéral). L'ayanamsha est sujet à discussion puisque tous les astrologues ne s'entendent pas sur sa mesure. La mesure exacte astronomique, ou l'étoile servant à le mesurer, étant sujette à discussion. Les discussions sur ce sujet sont parfois houleuses[réf. nécessaire]. La plupart des astrologues hindous, qui ont l'expérience la plus longue en astrologie sidérale, utilisent l'ayanamsha de Lahiri, ou celui de Krishnamurti, qui est voisin. Ces deux mesures semblent les plus utiles du point de vue de l'emploi des périodes Vimshottari Dashas, ce qui est un bon indicateur étant donné la somme d'expérience qu'ils ont avec ce système sensible à cette mesure. Les plus célèbres défenseurs de la mesure de Lahiri sont V.K. Choudhry, et K.N. Rao, astrologues et enseignants hindous.
En Occident, la mesure de Fagan-Bradley est très populaire depuis les travaux de Cyril Fagan qui a relancé les études d'astrologie sidérale dans les années 1950.
Anapha Yoga : Une planète en secteur 2 à partir de la Lune : culture et richesse.
Ashvini : premier Nakshatra du Zodiaque lunaire qui couvre les 13 premiers degrés du Bélier sidéral.Voir Soleil chez Ashvini du 15 avril au 23 avril (Denise Huat astrologie indienne)

### B
BalaSignifie force. La force des planètes est soigneusement calculée selon divers procédés, comme les Shads balas et Vimshopaks.
BhavaMaison astrologique.
Bhukti (ou Antardasha, selon les auteurs)La première sous-division des dasas. Ces sous-périodes durent de quelques semaines à plusieurs mois.
Bharani, second Nakshatra du zodiaque lunaire, relié au dieu Yama et à Vénus, voir Denise Huat signes lunaires...

### C
Chandra (ou Kandra)la Lune. Il est à noter que la Lune est une divinité masculine en Inde.
CharaLitt. mobile comme les signes cardinaux. Aussi, le Chara Dasa est un système de périodes hindoues développé par Jaimini. 
En astrologie Jaimini, les signes Sthiras (fixes) aspectent les signes Charas (cardinaux), sauf pour le signe adjacent.

### D
Dasha (ou Mahadasha)Nom donné aux périodes majeures employées en Inde. Les dashas durent de 6 à 20 ans, selon la planète, dans le système Vimshottari.
DaraLittéralement épouse. Le significateur de l'époux ou épouse en astrologie Jaimini. La planète ayant la position en degré la plus faible.
DashamshaThème divisionnel (division 10) employé pour le travail, en relation avec la maison 10 et son maître du thème natal, et la maison 10 du Dashamsha, etc.
DivisionsLes Hindous utilisent plusieurs thèmes « divisionnels » (tel le Navamsha), qui ajoutent des éléments vitaux pour nuancer les informations données par la carte natale, nommée Rashi. 
Les astrologues hindous opèrent aussi, comme en Occident (système des maisons dérivées), une rotation de la roue astrologique en changeant d'ascendant selon le sujet étudié. La 4 pour la mère, donc la 1 est la 10 de la mère soit sa profession, etc.
DrekkanaDécan. Thème divisionnel en décan fait par la division en trois de chaque signe. Le premier décan de 10 degrés est le signe même, le second décan est le second signe du même élément dans l'ordre habituel, le troisième signe de même élément donne le troisième décan.
DvadashamshaThème divisionnel (division 12) employé pour les parents, les rapports entre le né et ses parents, leur santé et situation dans la vie, etc.

### G
GrahaPlanète. Il existe neuf planètes : Surya, le Soleil, Chandra, la Lune, Mangala, Mars, Budha, Mercure, Guru, Jupiter, Shukra, Vénus, Shani, Saturne, Rahu, nœud ascendant de la Lune, et Ketu, nœud descendant de la Lune.
Gochara : transits planétaires basés sur les maisons lunaires. Voir ABC de l'astrologie indienne Denise Huat

### H
HoraDivision en deux du thème natal, servant à illustrer le genre et l'accord des planètes, la fortune et les finances. Il y a quelques ressemblances avec l'ancienne technique des Sections grecques, division diurne/nocturne de la carte et des planètes (voir Sections[Où ?]).

### K
KarakaLittéralement « significateur », de différents domaines de vie concrète, comme le père, l'épouse, ou bien significateur abstrait comme celui de l'âme. Il y a des Karakas sthiras (fixes), (voir plus loin[Où ?]) et des Karakas variables Jaimini selon les systèmes.
KendraMot sanskrit emprunté du mot grec Kentron, signifiant « pivot », ou charnière, soit un angle, une des quatre maisons angulaires de la carte du ciel, les maisons 1, 4, 7 et 10.
Karakamsha
C'est la planète qui représente l'âme de la personne. 
Voir ABc astrologie indienne Denise Huat aux éditions Grancher
Parashara hora shastra

### L
LahiriNom de l'ayanamsha le plus courant en Inde, venant d'une commission gouvernementale indienne, et sanctionné par le gouvernement. Aussi nommé Chitra Paksha ayanamsha.
LagnaEn sanskrit, l'ascendant. Le signe de l'ascendant. Litt. l'Horoscope en Occident.
Lune et ses Nakshatras.

### N
Navamsha (IASTNavāṃśa)Un thème divisionnel (division 9) très important, toujours utilisé en Inde avec la carte natale, pour informer sur les couches karmiques de la carte du ciel, l'aptitude au mariage, et la compatibilité en mariage. Il est un complément à la maison 7, à Vénus, et à l'ascendant navamsha et sa maison 7.
NakshatraDemeure lunaire de 13°20'. Il y a 27 Nakshatras répartis le long du zodiaque sidéral, qui forment en quelque sorte un  zodiaque lunaire-stellaire. Ces demeures sont associés aux étoiles repères qui sont censées envoyer leurs influences stellaires par l'intermédiaire des demeures lunaires, lesquelles sont administrées par la Lune, dont le rôle est de filtrer les influences stellaires. Un véritable panthéon de diverses divinités cosmiques jouent un rôle très actif dans chaque Nakshatra. 
Le mot Star est souvent synonyme de Nakshatra.
Chaque Nakshatra se subdivise en quatre parties, qui ne sont autres que les Navamshas.
Chaque partie se nomme pada ; ainsi chaque Nakshatra possède quatre caractéristiques supplémentaires, et ce système est extraordinairement complexe et précis (voir ABC astrologie indienne Denise Huat aux éditions Grancher).

### P
PutraLitt. "enfant". Le significateur des enfants est le maître de la maison 5, Jupiter, la ou les planètes en 5 ou en 9, etc. En astrologie Jaimini la 5e planète dans l'ordre des degrés en signe.
Périodes planétaires
Chaque planète "gouverne" l'existence durant une période donnée. Ces périodes sont plus ou moins étendues. Certaines sont assez courtes, telles celles du Soleil ou de Mars, tandis que d'autres s'étendent sur de longues années, telles celle de Mercure, Jupiter ou Rahu.
Chaque période se subdivise en sous-périodes. L'interprétation repose en grande partie sur la position de la planète concernée.
Voir chapitre concernant les périodes dans ABC astrologie indienne  Denise Huat, Éditions Grancher.
Pada
Le "Pada" représente un quart de Nakshatra. Il couvre 3°20'
Il y a 108 padas dans le Zodiaque.

### R
RashiLitt. "signe" comme signe du zodiaque. Cependant le Rashi est souvent employé dans le sens de « thème natal », par opposition aux thèmes divisionnels, comme le Navamsha, en astrologie hindoue. L'astrologie Jyotish comporte douze signes équivalents aux signes occidentaux : Mesha, le Bélier, Vrishabha, le Taureau, Mithuna, les Gémeaux, Karka, le Cancer, Simha, le Lion, Kanya, la Vierge, Tula, la Balance, Vrischika, le Scorpion, Dhanu, le Sagittaire, Makara, le Capricorne, Kumbha, le Verseau, Mina, les Poissons.

### S
SaptamshaThème divisionnel (division 7) employé pour les enfants du né, leurs situations dans la vie, l'accord /désaccord avec les enfants.
Shad BalasTechnique principale servant à calculer les forces des planètes. Il s'agit de « 6 sources de force », donnant 6 pointages de force distincts.
Cependant, comme dans les dignités essentielles en usage en occident, surtout au Moyen Âge, les auteurs modernes sont peu clairs sur la façon de comprendre et de trier la grande quantité d'informations donnée par les Shad balas. Il me semble plus consistant de ne pas tous mélanger, comme le suggère Robert Hand, et d'apprendre à distinguer entre ces forces.
[réf. nécessaire]StarAutre nom pour un Nakshatra, une demeure lunaire.
SthanaLes sthana balas sont une technique de calcul de force des planètes, l'une des 6 Shad balas et sans doute la plus importante.
SthiraLit.  Fixe, comme les signes fixes. Aussi, les significateurs Sthiras (fixes, soit identiques pour toutes les cartes) : le Soleil ou Vénus pour le père, Lune ou Vénus pour la mère, Jupiter pour les enfants…
En astrologie Jaimini, les signes Sthiras (fixes) aspectent les signes Charas (cardinaux), sauf pour le signe adjacent.
SuryaLe Soleil.

### V
VimshopakAutre calcul de force très important en astrologie hindoue, avec les Shad balas ; apparenté aux dignités essentielles puisqu'il est uniquement dépendant du zodiaque et de ses diverses divisions. Le total est fondé sur un maximum de 20 points par planète.
Vimshottari dashaLe système de période principal en Inde. Voyez le texte sur les périodes[Où ?].
Périodes planétaires : voir périodes et lire Vimshottari dasa, chapitre XVIII de ABC de l'astrologie indienne, éditions Grancher Denise Huat

### Y
YogaEn astrologie, une combinaison de planètes associées par signes ou aspects.
Yogas
Il existe des centaines, voire des milliers de combinaisons planétaires dans l'astrologie indienne !
Voir le "Parashara hora shastra"; le "Saravali" ;les livres de BV Raman; abc astrologie indienne Denise Huat éditions Grancher
Yogini Dasha 
Système de périodes planétaires différent du Vimshottari dasha